# Chrysina difficilis
Chrysina difficilis är en skalbaggsart som beskrevs av Moron 1990. Chrysina difficilis ingår i släktet Chrysina och familjen Rutelidae. Inga underarter finns listade i Catalogue of Life.